# Althaemenes
Althaemenes is een geslacht van rechtvleugeligen uit de familie veldsprinkhanen (Acrididae). De wetenschappelijke naam van dit geslacht is voor het eerst geldig gepubliceerd in 1878 door Stål.

## Soorten
Het geslacht Althaemenes omvat de volgende soorten:
- Althaemenes borneensis Willemse, 1936
- Althaemenes gigas Ramme, 1941
- Althaemenes javanica Willemse, 1957
- Althaemenes maculalutea Haan, 1842
- Althaemenes tabanga Willemse, 1962